# مدرسه بومیان کملوپس

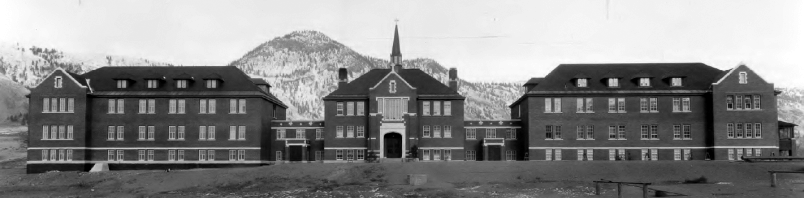
مدرسه بومیان کملوپس (حدود ۱۹۳۰)

مدرسه بومیان کملوپس (انگلیسی: Kamloops Indian Residential School) زیرشاخه مدارس شبانه‌روزی بومیان کانادا بود که در کملوپس، بریتیش کلمبیا، کانادا واقع شده‌است. این مدرسه یکی از مدارس بزرگ در نوع خود بود و در سال‌های ۱۹۵۰ ظرفیت ثبت‌نام آن به عدد ۵۰۰ می‌رسید. این مدرسه ۱۹۷۸ برای همیشه بسته و تعطیل شد.
در این مدرسه بقایای جنازه ۲۱۵ دانش‌آموز کودک و خردسال بومی پیدا شد. بومیان در این مدارس اجازه نداشتند به زبان خود حرف بزنند و بر اساس فرهنگ بومی رفتار کنند و در صورت مشاهده تخلف تنبیه بدنی در انتظار دانش آموزان بود. در نظام این مدارس، کودک بومی به اجبار از خانواده جدا می‌شد و بسیاری از آنها در معرض سوءاستفاده، تجاوز جنسی و سوءتغذیه قرار داشتند.